# Museo provincial del Hombre y el Mar
Museo provincial de Ciencias Naturales y Oceanográfico es un museo ubicado en el centro de la ciudad de Puerto Madryn, Argentina. La muestra actual se denomina "El hombre y el mar". Está formado por nueve salas de exposición que muestran flora y fauna de la Patagonia y material de los pueblos originarios (Tehuelches y Mapuches) y de los exploradores europeos. Principalmente, la temática del museo es desarrollar la relación entre el hombre y la naturaleza. Además, posee una biblioteca, un mirador y muestras temporarias.
Es operado por la Secretaría de Cultura de la Provincia del Chubut.

## Edificio
El edificio que alberga al museo es llamado Chalet Pujol y es conocido como "Castillo de Madryn". Fue construido entre 1915 y 1917 por encargo del comerciante español Agustín Pujol (1870 .1927) , Los familiares lo donaron al gobierno provincial el 16 de febrero de 1970 y el 22 de febrero de 1972 abrió sus puertas como museo. En 2005, el edificio fue restaurado y refaccionado.

## Salas
- Mitos y Leyendas Tehuelches
- Mitos y Leyendas de Europeos
- Viajeros y Naturalistas Europeos
- Proyecto Nacional
- Ecología
- Identidad Patagónica e Identidad Argentina
- Botánica
- Cueros y Tejidos Pintados
- Pescadores Artesanales